# Guadalupe Mano de León
Guadalupe Mano de León är en ort i Mexiko.   Den ligger i kommunen Tlacoachistlahuaca och delstaten Guerrero, i den sydöstra delen av landet, 300 km söder om huvudstaden Mexico City. Guadalupe Mano de León ligger 972 meter över havet och antalet invånare är 625.
Terrängen runt Guadalupe Mano de León är kuperad åt nordväst, men åt sydost är den bergig. Runt Guadalupe Mano de León är det ganska tätbefolkat, med 58 invånare per kvadratkilometer. Närmaste större samhälle är Xochistlahuaca, 13,6 km sydväst om Guadalupe Mano de León. I omgivningarna runt Guadalupe Mano de León växer huvudsakligen savannskog.